# Colonne Nelson (Montréal)
 (juin 2025).
Si vous disposez d'ouvrages ou d'articles de référence ou si vous connaissez des sites web de qualité traitant du thème abordé ici, merci de compléter l'article en donnant les références utiles à sa vérifiabilité et en les liant à la section « Notes et références ».
Pour les articles homonymes, voir Colonne Nelson.
La colonne Nelson de Montréal se trouve au nord de la place Jacques-Cartier à Montréal, centrée dans l'axe de la place, et érigée en mémoire de l'amiral Horatio Nelson.

## Histoire

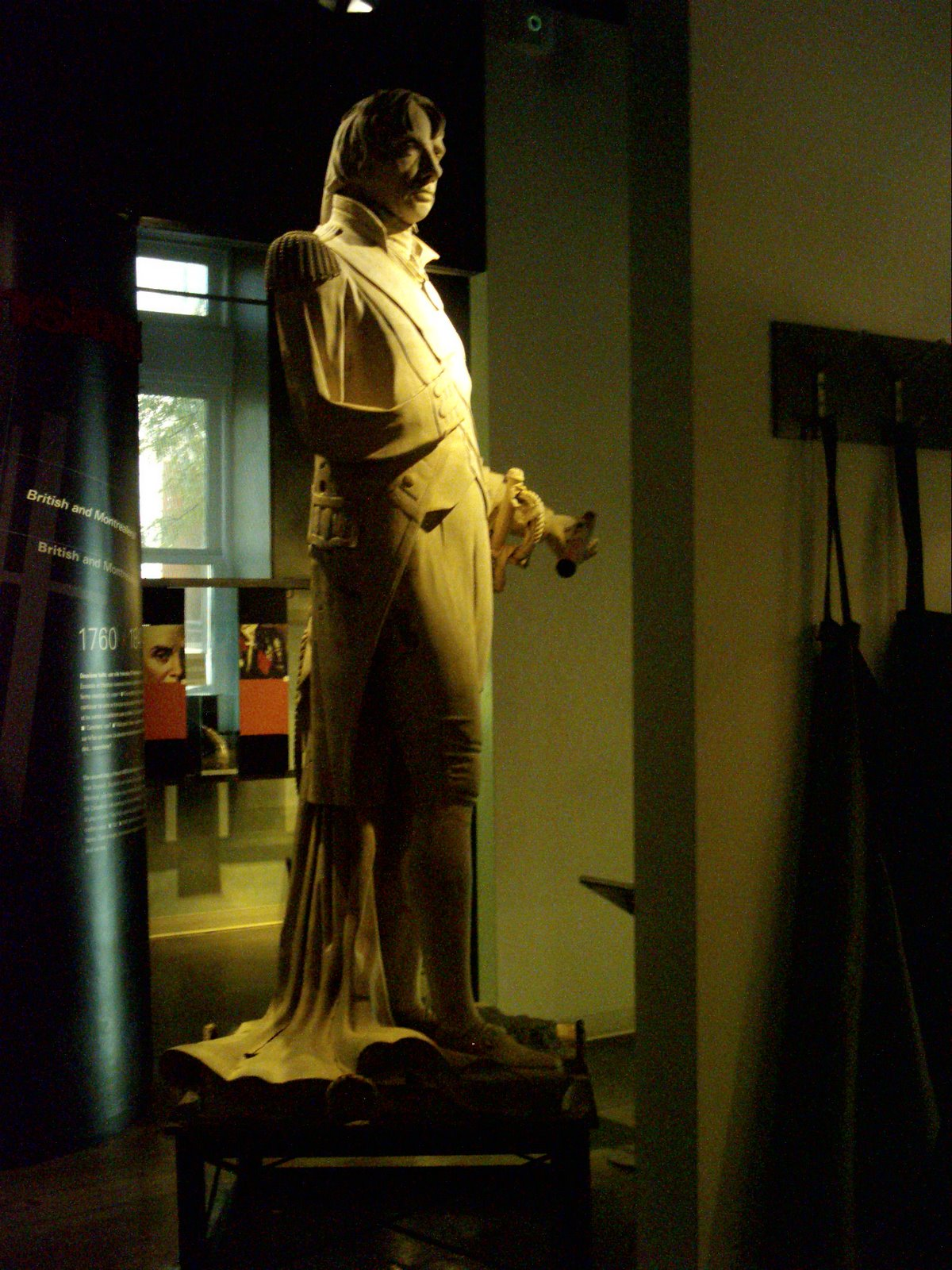
Sculpture originale de l'amiral Nelson
au Centre d'histoire de Montréal

Inspirée par l'antique colonne Trajane, la colonne est érigée en 1809 par la volonté surtout des notables d'origine britanniques. La conception est confiée à l'architecte Robert Mitchell ; la colonne et les ornements de la colonne ont été construits à Londres par la manufacture Coade and Sealy's Lambeth. À la suite de dégradations, le monument est plusieurs fois restauré et les éléments actuels sont des copies : les ornements ont été remplacés en 1900 et la statue en 1999. Elle est antérieure à la colonne Nelson de Londres dominant Trafalgar Square et ayant érigée dans les années 1840.
La colonne est d'inspiration toscane. Le monument, dans son ensemble, mesure 19 mètres et la statue représente l'amiral debout, vêtu de son uniforme tenant dans la main gauche sa longue-vue. Le socle est décoré de bas-reliefs illustrant les batailles de Nelson et sa corniche est surmontée d'un crocodile symbolisant la célèbre bataille du Nil. Le fût quant à lui est plein et a un diamètre de 1,5 mètre.

## Symbolique
La colonne Nelson est l'un des plus anciens monuments historiques du Québec. Elle a été implantée en plein cœur de la ville de Montréal, près du Marché Neuf et du siège du gouvernement. Depuis la capitulation de Montréal en 1760 et la signature du Traité de Paris de 1763, les colons britanniques tentent de renforcer leur présence en Nouvelle-France. 
Le regard de Nelson n'est pas orienté vers le fleuve Saint-Laurent, mais pointe plutôt vers les bâtiments des grandes institutions civiles et militaires britanniques comme la prison ou le château Ramezay du gouverneur. Le monument est un des plus controversés de la ville car il rappelle la défaite de la France lors de la bataille de Trafalgar et les intentions d'expansion de l'Empire britannique en Amérique du Nord.
En 1930, une statue de Jean Vauquelin, officier de marine français et commandant de l'Atalante, est érigée sur la place du même nom juste en vis-a-vis et le défie du regard. Héros d'une dernière victoire française, il est aussi l'expression d'une réaction française face à un symbole de la domination britannique.

## Source
- Fiche de la colonne sur le site du Vieux-Montréal
- Fiche du monument Vauquelin

|                              |  |  |
| Monument Nelson, 1830 - 2012 |  |  |